# NGC 3660
NGC 3660 este o galaxie seyfert de tip 2⁠(d) situată în constelația Cupa. A fost descoperită în 22 februarie 1787 de către William Herschel.